# Giustenice
Giustenice là một đô thị ở tỉnh Savona ở vùng Liguria của Ý, có khoảng cách khoảng 60 km về phía tây nam của Genoa và khoảng 25 km về phía tây nam của Savona. Tại thời điểm ngày 31 tháng 12 năm 2004, đô thị này có dân số 910 người và diện tích là 17.4 km².
Giustenice giáp các đô thị: Bardineto, Magliolo, Pietra Ligure, và Tovo San Giacomo.